# John Daunt
John Hubert Edward Daunt (Muzaffarpur, 30 dicembre 1865 – Kirribilli, 16 luglio 1952) è stato un golfista britannico.
Partecipò ai Giochi olimpici del 1900 di Parigi nel torneo golfistico maschile come rappresentante della Francia, dove raggiunse il quinto posto.